# Бетан (Во)
Бетан (фр. Bettens) — громада  в Швейцарії в кантоні Во, округ Гро-де-Во.

## Географія
Громада розташована на відстані близько 80 км на південний захід від Берна, 12 км на північний захід від Лозанни.
Бетан має площу 3,7 км², з яких на 12,2% дозволяється будівництво (житлове та будівництво доріг), 72,9% використовуються в сільськогосподарських цілях, 14,6% зайнято лісами, 0,3% не є продуктивними (річки, льодовики або гори).

## Демографія
2019 року в громаді мешкало 650 осіб (+91,7% порівняно з 2010 роком), іноземців було 16,8%. Густота населення становила 174 осіб/км².
За віковим діапазоном населення розподілялося таким чином: 24,9% — особи молодші 20 років, 68,6% — особи у віці 20—64 років, 6,5% — особи у віці 65 років та старші. Було 263 помешкань (у середньому 2,5 особи в помешканні).
Із загальної кількості 76 працюючих 21 був зайнятий в первинному секторі, 4 — в обробній промисловості, 51 — в галузі послуг.